# Frischaufov dom
Le Frischaufov dom (Frischaufov dom na Okrešlju) est un refuge situé en Slovénie dans les Alpes kamniques, en bordure de la haute terrasse Okrešelj.
C'est le point de départ des voies normales des Rinke, de la Turska gora et de la Mrzla gora.
Son accès se fait depuis la vallée de Logarska dolina, en passant par la chute d'eau slap Rinka et la source de la Savinja.
Les parois nord de Brana, la Turska gora, Mala Rinka (2 289 mètres), Štajerska Rinka (2 374 mètres), Koroška Rinka, ainsi que la face sud de la Mrzla gora se dressent à proximité immédiate du refuge.
Le refuge a été nommé d'après Johannes Frischauf, l'un des pionniers de l'exploration touristique du massif. Un premier refuge qu'emporta une avalanche fut érigé en 1876. En 1908 un refuge fut reconstruit, agrandi et rénové en 1991.

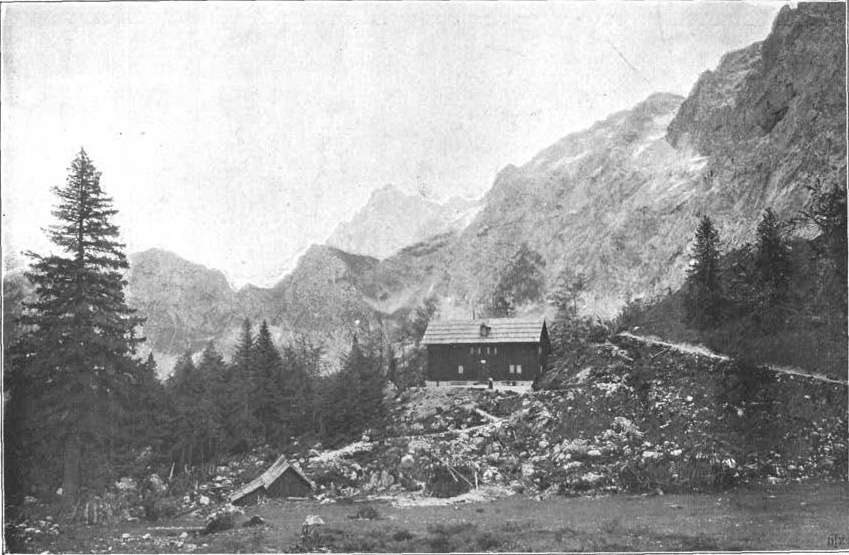
Le refuge en 1909.